# Ворух (джамоат)
Ворух, или Ворухский джамоат (тадж. Ҷамоати деҳоти Ворух) — сельская община (джамоат) в Исфаринском районе Таджикистана. Расстояние от центра джамоата (село Ворух) до центра района (г. Исфары) — 45 км, до центра области (г. Худжанд) — 135 км и до Душанбе – 468 км. В состав джамоата входят 4 деха (сельских населённых пунктов), разделённых на 24 махаллей.

## Население
Население джамоата составляет 32 916 человек (2022 г.; 28 100 человек — в 2010 г; 30 506 человек — в 2015 г; 31 110 человек — 2017 г.), таджики.

## География
Общая площадь джамоата — 85 км², или 130 км², или 380 км². Через территорию джамоата протекают реки Кишамбиш и Каравшин. Граничит с Баткенским районом Баткентской области Кыргызстана (в основном с Аксайным аильным аймаком).

## Населённые пункты
| № | Населённый пункт | Тип населённого пункта | Население, 2010 | Население, 2017. |
| - | ---------------- | ---------------------- | --------------- | ---------------- |
| 1 | Бедак            | деха                   |                 |                  |
| 2 | Ворух            | деха, адм. центр       | 10 600          | ↗11 409          |
| 3 | Джуидам          | деха                   |                 |                  |
| 4 | Майдон           | деха                   | 11 500          | ↘9 472           |
| 5 | Мехнатобод       | деха                   |                 |                  |
| 6 | Тидон            | деха                   | 6000            | ↗10 229          |
| 7 | Сангтуда         | деха                   |                 |                  |
| 8 | Точикон          | деха                   |                 |                  |
| 9 | Сари-Дашт        | деха                   |                 |                  |

## История
23 августа 1919 года был образован Ворухский кишлачный совет. После национально-территориального размеживания Средней Азии в 1924 г. в 1925 г Чоркухская и Ворухская общины отделились от Исфаринской волости и образовали Чоркухскую волость. В 1929 году на основании решения уездной комиссии в пределах Исфаринской волости Кокандского уезда Ферганской области была образована Ворухская община рабочих советов. 5.12.1936 г., во время принятия Конституции образован исполком Совета кишлачных депутатов Ворух. 6 февраля 1945 года был образован Шурабский район и в его состав вошел Ворухский сельский совет. 30 декабря 1948 года Указом Президиума Верховного Совета Таджикской ССР Ворухский к/с был упразднен, а его территория включена в состав Канибадамского района. 16 марта 1959 года Совет депутатов трудящихся Исфаринского района был объединен, а Постановлением Верховного Совета Таджикской ССР в составе Исфаринского района образован Ворухский сельсовет.